# The Munsters
A The Munsters (angolul a monsters „szörnyek” szó megváltoztatott alakja) egy amerikai szituációs komédia, mely egy szörny-család hétköznapjait mutatja be. A sorozat mind a klasszikus szörnyfilmek, mind a családi életet bemutató sorozatok paródiájának készült. Az Addams család című sorozattal egyidőben futott, és ez a sorozat vonzott több nézőt. 
A ötlet, hogy egy szörnycsaládról készítsenek sorozatot, már az 1940-es években felmerült az Universal Stúdióban. Az ötlet gazdája, Bob Clampett eredetileg rajzfilm-sorozatot szeretett volna csinálni belőle, ám ebből nem lett semmi.
A 60-as évek elején Allan Burns és Chris Hayward hasonló ötlettel állt elő. Norm Liebman és Ed Haas írók keze alól került ki végül a pilot epizód forgatókönyve, a Te, kis kedves szörnyem. Voltak, akik úgy vélték, rajzfilmet kellene belőle csinálni, de voltak olyanok is, akik igazi színészekkel akarták a történetet megjeleníteni. Végül utóbbiak győztek. 
A sorozat hetente egyszer került adásba, fekete-fehér vetítésben a CBS csatornán 1964 és 1966 között, ezalatt 70 részt ért meg. Azután került le a műsorról, miután az ABC csatorna előrukkolt nagy sikert hozó Batman sorozatával, ami színesben került vetítésre.

## Első rész
A sorozat bemutatkozó része 15 perces volt (majd később megvágva nem egészen 13 perces). Színesben készült el, és bár sosem került adásba, újraforgatták fekete-fehérben és ez lett a további történet alapja. A szereplők az első részben: Joan Marshall Phoebe szerepében (később Lilynek hívják a szerepet), Beverley Owen mint Marilyn, Nate Derman Eddie szerepében, Al Lewis és Fred Gwynne pedig későbbi szerepükben. Az első részben ugyanazt a díszletet használták, mint a későbbiekben, csak később sokkal sejtelmesebbé és rémisztőbbé varázsolták a házat. 
Herman túl soványnak tűnt az első részben viselt jelmezében, így később vastagabb maszkot kapott. Marilynt kivéve minden szereplőnek halványkékre volt festve az arca. Marilyn Phoebe unokahúga volt, akit a család befogadott, ezért nézett ki másképp. Az első rész főcímdala is megváltozott a későbbiekben. Mivel Joan Marshall nagyon hasonlított a konkurens sorozat főszereplőjére, Morticia Addamsre, ezért új színésznőt kerestek. Nate Dermant is lecserélték Eddie szerepében. 1964. február 18-án kezdődött el az új sorozat vetítése, mely már fekete-fehérben ment.

## Szereplők
| Szerep          | Színész                         |
| --------------- | ------------------------------- |
| Herman Munster  | Fred Gwynne                     |
| Lily Munster    | Yvonne De Carlo (Joan Marshall) |
| Nagypapa        | Al Lewis                        |
| Eddie Munster   | Butch Patrick                   |
| Marilyn Munster | Beverley Owen Pat Priest        |

## Epizódok
A sorozat két évadot ért meg. Az első évadban (1964-1965) 38 részt forgattak, a másodikban (1965-1966) 32-t.